# Martin Schröttle
Martin Schröttle (Monaco di Baviera, 1º settembre 1901 – Monaco di Baviera, 17 febbraio 1972) è stato un hockeista su ghiaccio tedesco.

## Palmarès

### Olimpiadi invernali
- Bronzo a Lake Placid 1932 nell'hockey su ghiaccio.